# Риманова оптимизация
Риманова оптимизация — собирательное название техник для решения оптимизационных задач, заданных на римановых многообразиях.

## Описание
Об оптимизации на многообразиях можно думать как о более информированном способе оптимизации, когда целевая функция имеет определённые инвариантные свойства, или когда множество ограничений обладает достаточно гладкой геометрией.

## Приложения
Рекомендательные системы.
Экономика.
Вообще говоря оптимизация на многообразиях может быть применима в двух ситуациях.
1. Классическая оптимизационная задача вида минимизировать {\displaystyle f(x)} при ограничениях {\displaystyle h(x)=0} где функция h такая, что {\displaystyle \{x:h(x)=0\}} есть подмногообразие {\displaystyle \mathbb {R} ^{n}}. Например, задача поиска наилучшей ориентации объекта (проблема появляется в теории управления динамическими системами) задана на специальной ортогональной группе SO(3), которая является подмногообразием {\displaystyle \mathbb {R} ^{3\times 3}}.
2. Задачи, где целевая функция имеет некоторые непрерывные инвариантные свойства, от которых хотелось бы избавиться по различным причинам: эффективность, устойчивость, условие сходимости, неприменимость некоторых методов, как например метод Ньютона, который ведёт себя неудовлетворительно в вырожденном случае.